# Alameda Research
Alameda Research è stata una società di trading di Criptovalute, co-fondata nel settembre 2017 da Sam Bankman-Fried e Tara MacAulay. Nel novembre 2022, FTX, l'exchange di criptovalute gemello di Alameda, ha attraversato una crisi di solvibilità e sia FTX che Alameda hanno dichiarato bancarotta ai sensi del Chapter 11. Nello stesso mese, fonti anonime hanno riferito al Wall Street Journal che FTX aveva prestato più della metà dei fondi dei suoi clienti ad Alameda, il che era esplicitamente vietato dai termini di servizio di FTX.
Al processo per la bancarotta di Alameda Research ed FTX, l'amministratore delegato di Alameda Caroline Ellison ha testimoniato di essere stata una delle principali complici di Bankman-Fried nel canalizzare i fondi dei clienti FTX nelle casse di Alameda. Nel dicembre 2022, Ellison si è dichiarata colpevole di due capi di imputazione per frode telematica e cinque capi di imputazione per cospirazione che coinvolgono frodi telematiche, titoli e materie prime e riciclaggio di denaro, in relazione alle sue attività presso Alameda Research e FTX.

## Storia

### Fondazione
Nel novembre 2017, Sam Bankman-Fried ha co-fondato Alameda Research come società di trading quantitativo, dopo aver lasciato il suo lavoro presso Jane Street Capital. La società aveva sede a Berkeley, in California, dove Bankman-Fried si trasferì quello stesso anno. Aveva reclutato circa 20 giovani altruisti efficaci, la maggior parte dei quali non aveva esperienza di trading nei mercati finanziari né era a conoscenza delle criptovalute. Secondo un'intervista del 2021, il termine "ricerca" è stato incluso nel nome per evitare controlli, con Bankman-Fried che ha affermato: "se hai chiamato la tua azienda come We Do Cryptocurrency Bitcoin Arbitrage Multinational Stuff, nessuno ti darà un conto in banca".
Nel gennaio 2018, Bankman-Fried ha organizzato un'operazione di arbitraggio per sfruttare il prezzo più alto del bitcoin in Giappone rispetto all'America. La società ha guadagnato tra i 10 e i 30 milioni di dollari prima che il divario di prezzo si chiudesse all'inizio del 2018. All'inizio del 2019, l'azienda ha trasferito la sua sede dalla California a Hong Kong. Ad agosto 2021, Bankman-Fried possedeva circa il 90 percento di Alameda Research.

### Lancio di FTX
Nell'aprile 2019 Sam Bankman-Fried ha avviato il suo exchange di criptovalute  con il nome FTX. Alameda Research ha svolto un ruolo significativo nella crescita di FTX, in quanto ha agito come principale market maker di FTX, disponibile per l'acquisto e la vendita con altri clienti, a volte subendo perdite di trading per attrarre clienti all'exchange. Secondo i dati pubblici esaminati dal Wall Street Journal, tra l'inizio del 2021 e marzo 2022, Alameda Research ha accumulato token crittografici prima che FTX li quotasse per il trading, in particolare sulla blockchain di Ethereum, con un valore di circa 60 milioni di dollari.
Il Wall Street Journal, citando fonti anonime, ha riferito che Alameda Research ha subito una serie di perdite a maggio e giugno 2022 che sono state coperte da FTX che ha prestato alla società di trading più della metà dei fondi dei suoi clienti; operazione descritta dallo stesso Sam Bankman-Fried come una cattiva decisione.  Nell'agosto 2022, il co-CEO di Alameda Sam Trabucco si è dimesso e Caroline Ellison è diventata l'unica CEO dell'azienda.

### Bancarotta
L'8 novembre 2022, a seguito di una crisi di liquidità di FTX e Binance, suo principale concorrente, hanno firmato una lettera di intenti volta all'acquisizione di FTX. Il valore di Alameda ne è stato influenzato e si stima che sia sceso di oltre il 90 percento a seguito della divulgazione pubblica dei problemi e dell'accordo di acquisizione di FTX. Alameda deteneva una grande quantità di FTT, il token nativo dell'exchange FTX, come asset nei suoi libri contabili. TechCrunch ha riferito che "l'exchange era insolitamente intrecciato con la sua entità gemella, Alameda Research".
Verso la fine del 9 novembre, il Wall Street Journal ha riferito che Binance si stava ritirando dall'acquisizione di FTX, incolpando la cattiva gestione dei fondi dei clienti da parte di FTX e le indagini in corso su FTX. Il 9 novembre 2022, il sito web di Alameda è stato rimosso. Il giorno successivo Bankman-Fried ha affermato che Alameda Research stava riducendo le negoziazioni e avrebbe chiuso.[27] Alameda Research, insieme a FTX e oltre 130 entità affiliate, ha presentato istanza di protezione fallimentare ai sensi del Capitolo 11 nel novembre 2022.